# Estadio Tony Bezzina
El Estadio Tony Bezzina (en inglés: Tony Bezzina Stadium), anteriormente conocido como Hibernians Ground,  es un estadio multiusos ubicado en la ciudad de Paola, Malta. El recinto fue inaugurado el 9 de noviembre de 1986 y es el campo del Hibernians Football Club, que se convirtió en el primer equipo de la Liga Maltesa en tener su propio campo de fútbol. El estadio tiene capacidad para 8000 personas y es el segundo más grande del país por detrás del Estadio Nacional Ta' Qali.
El Hibernians disputó su primer partido europeo en este terreno el 23 de julio de 1996, cuando jugaron contra el club ruso Uralmash Ekaterimburgo por la Copa Intertoto, perdiendo el partido por 2-1.
El estadio cuenta con cinco vestuarios, salas de fisioterapia, y una sala VIP. La planta también está equipado con un sistema de marcador e iluminación artificial.
El estadio es también la sede oficial de la Malta Rugby Football Union, el equipo nacional de rugby de Malta ha comenzado recientemente a utilizar el terreno para sus partidos internacionales.
Desde 2021 el estadio pasó a llamarse Estadio Tony Bezzina en honor al dirigente deportivo Anthony Bezzina, quien fue presidente del Hibernians durante 43 años.